# Économie du Costa Rica
Le Costa Rica est actuellement l'un des pays les plus riches d'Amérique latine. Le pays étant une démocratie stable depuis plusieurs décennies, le niveau de développement est l'un des les plus élevé d'Amérique latine.
L'unité monétaire est le colón.

## Agriculture
En 2018, le Costa Rica a produit 3,4 millions de tonnes d'ananas (c'est le plus grand producteur au monde). La même année, le pays a produit 4,4 millions de tonnes de canne à sucre, 2,5 millions de tonnes de banane et 1 million de tonnes d'huile de palme, qui sont ses principales cultures. En outre, elle a produit 236 000 tonnes d'orange, 159 000 tonnes de manioc, 158 000 tonnes de riz, 143 000 tonnes de melon, en plus de petites productions d'autres produits agricoles tels que café, papaye, pomme de terre, tomate etc.
Le café a offert une relative prospérité au Costa Rica, il est principalement cultivé dans le centre du pays sur le plateau central. La production était d'environ 145 000 tonnes de café par an en 1995.
La banane est la principale culture du pays, cultivée sur la côte des Caraïbes (Limón) dans de vastes plantations. Le pays est le troisième exportateur mondial. Puerto Limón est le port le plus important du Costa Rica.
Au Costa Rica, la banane est une production vitale. On trouve au Costa Rica deux variétés de bananes. La banane standardisée, réservée à l'exportation ; et la banane locale, de forme irrégulière et peu sucrée. Pour les familles de paysans, elle est l'aliment de base : sautée, rôtie, farcie de viande ou de légumes, elle entre dans la confection de la plupart des repas. Les bananeraies sont implantées dans les régions les plus chaudes et les plus humides du pays, sur la côte est, en particulier. Il y règne un climat insalubre, propice aux maladies tropicales, notamment la malaria. Mais la gratuité des logements, sommaires baraques mises à leur disposition sur les grandes plantations, incite les ouvriers et leur famille à s'y installer. Les bananes sont acheminées depuis les coins les plus reculés des plantations par des téléphériques à traction humaine. À la station d'emballage, elles sont nettoyées, baignées, douchées et traitées contre les moisissures. Les grandes compagnies bananières ne badinent pas avec les normes de commercialisation. Au moindre défaut, les bananes finissent à la décharge. Celles qui satisfont aux critères de taille, de forme et d'aspect sont expédiées, dûment empaquetées, à bord de bateaux spéciaux où elles voyageront à l'intérieur de cales climatisées.
Les ports de Quepos et de Golfito furent construits pour l'United Fruit Company (firme américaine) et destinés à l'exportation de la banane. Malgré ses résultats spectaculaires, la production bananière reste de type colonial et n'entraîne aucune création d'emploi ou d'industrie de transformation.
Le Costa Rica, avec une production de 1977 kilotonnes d'ananas en 2010, est devenu en l'espace d'à peine plus d'une décennie, le premier exportateur mondial d'ananas frais.
Le pays exporte aussi en plus faible quantité du cacao et de la canne à sucre.
Les cultures extensives et industrielles d'ananas ont sur le territoire costaricien un effet plutôt néfaste avec le phénomène land grabing c'est-à-dire l'appropriation des terres agricoles par de grandes compagnies au détriment des populations locales ainsi que la contamination de l'eau et l'insécurité sanitaire dues à l’utilisation excessive de pesticides,.
Le maïs, le riz, les légumes, le tabac et le coton sont cultivés dans tout le pays, en quantités plus modestes.
Le Costa Rica fait partie des pays cultivant des OGM, notamment le maïs.

## Secteur tertiaire
L'industrie informatique et électronique ainsi que les centres d'appels téléphoniques sont devenus depuis quelques années une source importante de revenus pour le pays qui exporte davantage de logiciels par habitant que n'importe quel autre pays d'Amérique latine. Cette performance est permise par la création de zones franches qui rend la main d'œuvre 30 % moins chère que celle des États-Unis et l'investissement du pays dans l'éducation.
Le Costa Rica a reçu en 2005 plus de 1,6 million de touristes (pays le plus visité de toute l'Amérique centrale) et les exportations atteignent les 6,9 milliards de dollars.

## Investissement extérieur
Son attractivité économique explique que le Costa Rica est devenu en 2014 le deuxième récepteur d'investissements directs à l'étranger (202 millions de dollars) en Amérique centrale derrière le Panama.